# Proteinosi alveolare polmonare
La proteinosi alveolare polmonare è una malattia rara a eziologia sconosciuta, anatomicamente caratterizzata dalla deposizione negli spazi alveolari di materiale granulare che, costituito in prevalenza da fosfolipidi e proteine, risulta positivo all'acido fosforico di Schiff.

## Epidemiologia
La malattia colpisce indistintamente uomini e donne, principalmente in una età compresa tra i 20 e i 60 anni.

## Istologia
I danni e le alterazioni patologiche sono limitate al tessuto polmonare. Non sono coinvolti né la pleura né il mediastino. Il rivestimento dell'alveolo colpito presenta una struttura normale mentre gli alveoli sono stranamente ripieni di granuli amorfi che contengono varie proteine sieriche e non sieriche. Raramente si riscontra anche la presenza di fibrosi polmonare.

## Diagnosi
Per la diagnosi è necessaria una biopsia specifica al polmone.

## Prognosi
Il decorso della malattia è poco chiaro ed i sintomi variano enormemente da individuo ad individuo. Alcuni soggetti sono asintomatici mentre altri presentano una grave insufficienza respiratoria. Nella maggior parte dei casi si riscontra dispnea e tosse.
Raramente sopraggiunge la morte del paziente, soprattutto in presenza di sintomi gravi che rendono la malattia facilmente identificabile.

## Terapia
Le terapie applicabili sono poche. Soprattutto il lavaggio broncopolmonare con soluzione fisiologica sembra essere il trattamento più efficace. Sono utilizzati lo ioduro di potassio ed enzimi proteolitici, mentre i cortisonici sono inefficaci.